# جيلدا لانغر
جيلدا لانغر (بالألمانية: Gilda Langer)‏ هي ممثلة نمساوية، ولدت في 16 مايو 1896 في التشيك، وتوفيت في 31 يناير 1920 ببرلين في ألمانيا بسبب الإنفلونزا الأسبانية.

## وصلات خارجية
- جيلدا لانغر على موقع IMDb (الإنجليزية)
- جيلدا لانغر على موقع ألو سيني (الفرنسية)
- جيلدا لانغر على موقع أول موفي (الإنجليزية)
- جيلدا لانغر على موقع قاعدة بيانات الفيلم (الإنجليزية)
- جيلدا لانغر على موقع كينوبويسك (الروسية)